# Cornelis Machiel Antonius Koot

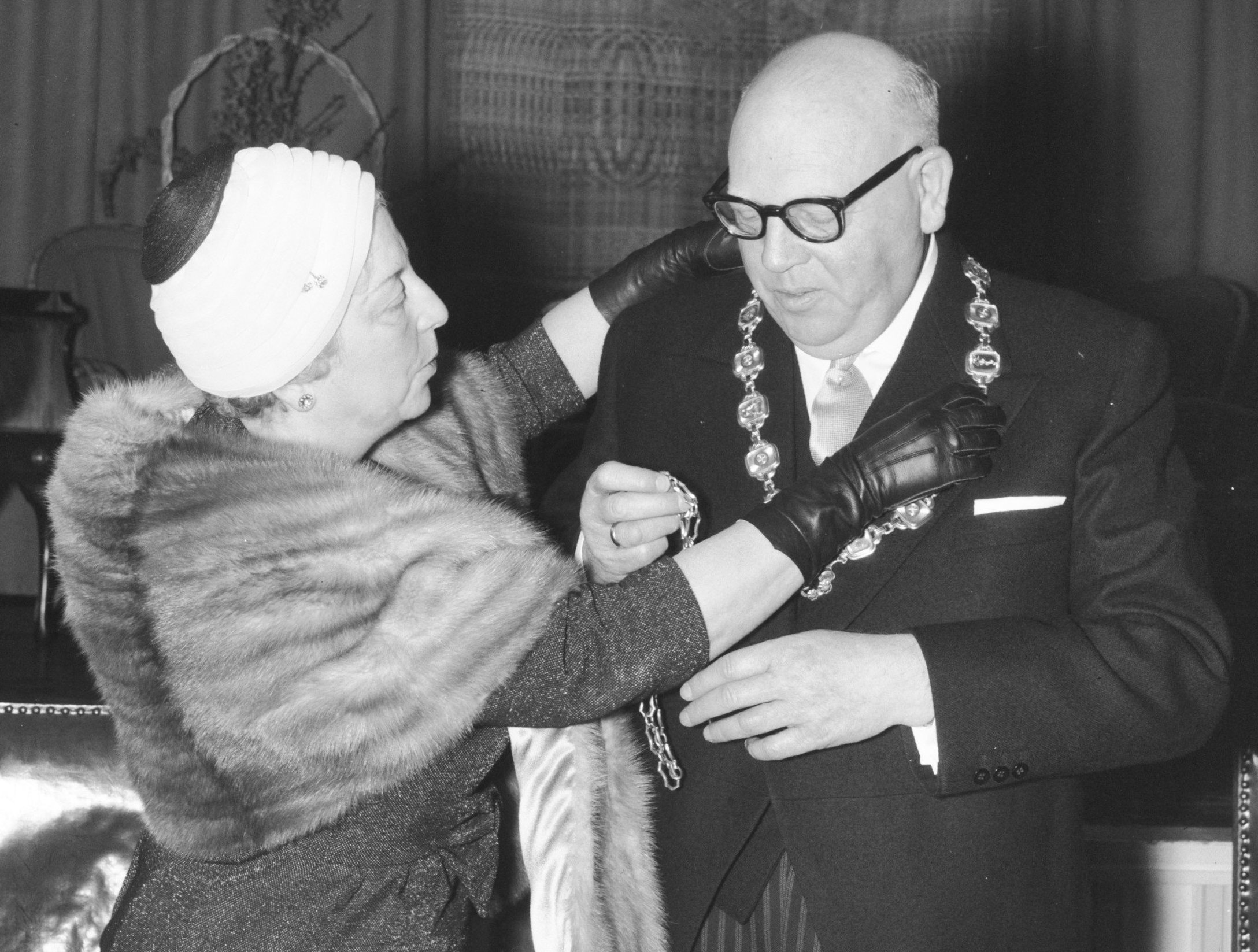
Burgemeester C.M.A. Koot met echtgenote Wilhelmina de Bruijn (1960)

Cornelis Machiel Antonius Koot (Utrecht, 27 oktober 1900 – Lisse, 2 augustus 1994) was een Nederlands politicus. Hij werd geboren als zoon van Machiel Koot (1853-1934), melkverkoper, en Geertruida van Straalen (1855-1942). Op 9 april 1923 huwde hij in De Bilt met Wilhelmina de Bruijn.
Na de hbs was hij vanaf 1917 achtereenvolgens werkzaam bij de gemeentesecretarieën van Jutphaas, Vleuten en Lichtenvoorde. Omstreeks 1923 ging hij als adjunct-commies 2e klasse werken bij de gemeente De Bilt. Koot was daar intussen chef en commies ter secretarie voor hij begin 1935 benoemd werd tot burgemeester van Uithoorn. In de periode 1944-1945 was M. Willemstijn waarnemend burgemeester van Uithoorn. In 1962 werd in Uithoorn een nieuw zwembad ingebruik genomen dat naar hem werd vernoemd: het 'Burgemeester Kootbad'. Ook de Burgemeester Kootlaan in Uithoorn is naar hem vernoemd. In maart 1965, ruim een half jaar voordat Koot de pensioengerechtigde leeftijd zou behalen, werd hem om gezondheidsredenen ontslag verleend. 
Koot was Officier in de Orde van Oranje Nassau. Hij overleed in 1994 op 93-jarige leeftijd.